# Tute (jogo de cartas)
Tute (em italiano:  tutti: todos os cavalos ou reis) é um jogo de cartas italiano que, durante o século XIX, espalhou-se pela Espanha tornando-se um dos jogos de cartas mais populares do país, seguido de perto pelo mus. O nome do jogo foi modificado mais tarde pelo espanhóis, que começaram a chama-lo de tute. Tem várias formas e pode ser jogado entre dois, três ou quatro jogadores. O objetivo do jogo é somar tentos (pontos). Se utiliza o baralho espanhol de 40 cartas (sem os 8s e 9s), as únicas exceções são o tute subastado e o tute pierde en medio (ou tute bastardo), onde os reis são retirados.

## Valores das cartas
A ordem das cartas, de maior para o menor é a seguinte: ás, 3, rei, cavalo, valete, 7, 6, 5, 4 e 2.
Pontuação de cada carta:
| Carta          | Valor para os pontos |
| Áses           | 11 pontos            |
| 3s             | 10 pontos            |
| Reis           | 4 pontos             |
| Cavalos        | 3 pontos             |
| Valetes        | 2 pontos             |
| Cartas brancas | 0                    |

O total de pontos é 120. As demais cartas não têm valor e são chamadas cartas brancas.

## Diferentes tipos de tute
- Tute corrente (ou original)
- Tute habanero
- Tute arrastado (ou indómito)
- Tute subastado
- Tute gana-pierde
- Tute pierde en medio (ou tute matón)
- Tute cabrero (ou más y menos)

## Considerações preliminares
O tute corrente ou original é um jogo de cartas para duplas. Jogam duas duplas, que não podem fazer sinais nem dar pistas para o parceiro. Cada dupla deve ter mais pontos do que a dupla adversária para vencer.